# Dasyatis ukpam
Dasyatis ukpam е вид хрущялна риба от семейство Морски скатове (Dasyatidae). Видът е застрашен от изчезване.

## Разпространение
Видът е разпространен в реките и езерата на Западна и Централна Африка.